# Oxacis rugicollis
Oxacis rugicollis är en skalbaggsart som beskrevs av Champion 1890. Oxacis rugicollis ingår i släktet Oxacis och familjen blombaggar. Inga underarter finns listade i Catalogue of Life.